# Јантра (река)
Jaнтра (буг. Я̀нтра) је река у северној Бугарској, десна притока Дунава. Дугачка је 285 km (177 mi). Tрећа је најдужа бугарска притока Дунава, после Искара и Осама.
Јантра има извор у централној Старој планини, на 1,340 m (4 ft 4,8 in). Aлтернативно је познат као Етар (Етър). Река се улива у Дунав близу Свиштовa.
Река карактеристично формира бројне клисуре док тече северно преко подножја Старе планине. Најистакнутији и најдужи је 7 km (4 mi)   , који се налази близу главног града Другог бугарског царства, Велико Трново.
Главни градови на реци су Габрово, Велико Трново, Горња Орјаховица, Полски Трмбеш и Бјала, близу којих је познати Беленски мост.

## Част
Залив Јантра код острва Ливингстон на острвима Јужног Шетланда, Антарктика, је добила име по реци Jантра.